# Ben Goodger
Ben Gooodger (Londres, Inglaterra) es un antiguo empleado de Netscape Communications Corporation y de la Fundación Mozilla y principal desarrollador del navegador Firefox. Creció en Auckland (Nueva Zelanda) y se graduó en ingeniería de computadores en la Universidad de Auckland en 2003.